# James Chance and the Contortions
James Chance and the Contortions um dos grupos originais de punk jazz da cena No Wave de Nova Iorque, o The Contortions eram liderados pelo saxofonista James Chance, também conhecido como James White.
A primeira gravação do grupo, creditado apenas como The Contortions, foi a compilação de 1978, No New York. No ano seguinte, o grupo lançou Buy the Contortions (um LP de punk-jazz extremo ) e o EP Designed to Kill / Throw Me Away, ambos pela ZE Records.
Após Chance e seu agente, Anya Philips, terem se desentendido com muitos dos Contortions da formação original, o line-up mudou com freqüência: O guitarrista original do Contortions, Pat Place, viria a fundar o grupo Bush Tetras. Outro guitarrista, Jody Harris, formou o grupo de neo-surf   Raybeats  com Don Christensen, Scott George III e Pat Irwin. O tecladista Adele Bertei formou o Bloods. Em 1979, George Scott sai em turnê com John Cale, conforme documentado no álbum Sabotage Live.
Ainda pela ZE Records os Contortions lançaram, quase simultaneamente ao primeiro álbum, o LP Off White, sob a alcunha de James White & The Blacks, uma vez que da formação original haviam restado apenas o próprio Change e os integrantes afro-americanos do grupo. Alguns dos membros da banda, incluindo Joseph Bowie, posteriormente se separaram de Chance e formaram a banda defunkt.
Em 2003, a Munster Records lançou a compilação Buy / Off White que reúne as 18 faixas dos dois álbuns.

## Discografia
- No New York (1978)
- Buy (1979)
- Paris 1980 Live Aux Bains Douches (1980)
- Live in New York (1981)
- Soul Exorcism (1991)
- Lost Chance (1995)
- White Cannibal (2000)